# Alika Keene
Alika Isis Keene (Mount Dora, 15 gennaio 1994) è una calciatrice giamaicana, difensore dello Slavia Praga e della nazionale giamaicana.

## Carriera

### Calcio collegiale e universitario
Nata e cresciuta con la famiglia a Mount Dora, negli Stati Uniti d'America, Florida, si appassiona allo sport fin da giovanissima praticando il calcio e il softball.
Arriva alla sua prima esperienza in una squadra interamente femminile durante il periodo di studi alla Eustis High School di Eustis in Florida, indossando la maglia della squadra dell'istituto, le Eustis Panthers. In seguito frequenta l'Università di Harvard, continuando nei quattro anni di permanenza ad affiancare agli studi universitari l'attività agonistica con le Harvard Crimson, squadra che disputa il NCAA Women's Division I Soccer Championship nella Ivy League conference, collezionando, dal 2012 al 2015, 65 presenze nei campionati e vincendo due titoli Ivy League nel 2013 e 2014.
A questo fa seguito un periodo di inattività legato a un infortunio, non grave ma lungo per la completa riabilitazione, durante il quale svolge un'attività di volontariato in Perù e gestisce un'organizzazione no-profit.

### Club
Keene coglie l'occasione per iniziare la carriera da professionista venendo scelta nel roster precampionato 2019 dall'Orlando Pride, seconda ex alunna di Harvard a ottenere l'opportunità di giocare in National Women's Soccer League dopo Midge Purce, tuttavia l'head coach Marc Skinner decide di non impiegarla per tutto il campionato.
Nella primavera 2020 decide di affrontare la sua prima esperienza all'estero, scegliendo di trasferirsi in Europa assieme alla compagna di squadra Abby Carchio, alle pluricampionesse del Gintra Universitetas, per giocare in Moterų A lyga, primo livello del campionato lituano di categoria e, in prospettiva, in UEFA Women's Champions League. La sua prima stagione risulterà comunque complicata dalla diffusione della pandemia di COVID-19 che costringe la Federcalcio lituana a interrompere più volte il campionato, venendo tuttavia concluso con la conquista del 19º titolo nazionale e primo trofeo senior per Keene. Poco più di un mese più tardi disputa la sua prima Champions League, debuttando il 4 novembre nell'incontro del primo turno di qualificazione dell'edizione 2020-2021 dove la sua squadra supera in casa le slovacche dello Slovan Bratislava con il netto risultato di 4-0, scendendo in campo anche il turno successivo nell’altrettanto netta sconfitta casalinga per 7-0 con le norvegesi del Vålerenga. Dopo aver rinnovato il contratto per una seconda stagione, Keene festeggia con le compagne il suo secondo titolo, il 20º per la società che da quell'anno muta la denominazione semplicemente in Gintra, maturando 17 presenze e siglando 3 reti.

## Palmarès

### Club
- Campionato lituano: 2

Gintra Universitetas: 2020
Gintra: 2021